# Kollegiatkirche (Zamość)

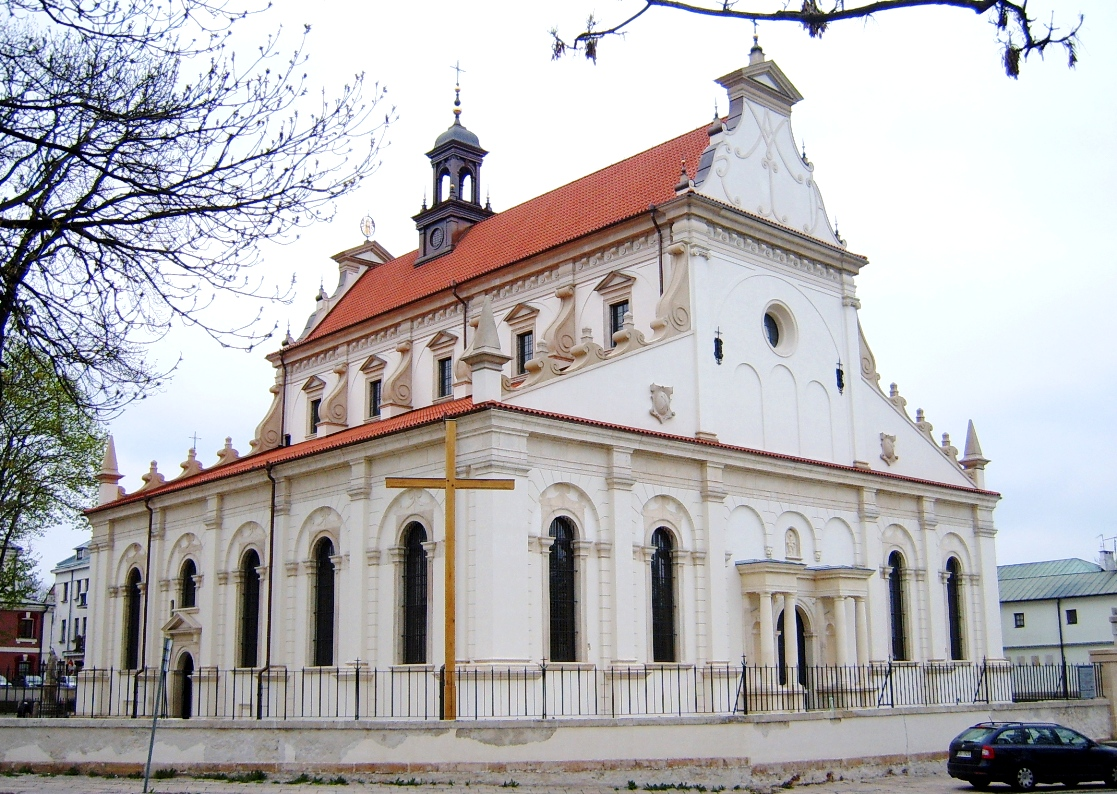
Kollegiatkirche

Die Kollegiatkirche Zamość ist ein denkmalgeschütztes Kirchengebäude im Ortszentrum von Zamość, einer etwa 65.000 Einwohner zählenden Stadt in der Woiwodschaft Lublin im südöstlichen Teil Polens. Das Bauwerk, das nach Entwürfen Bernardo Morandos von 1587 bis 1630 erbaut wurde, gehört zu Polens schönsten Kirchen aus der Zeit des Manierismus. Sie ist die Kathedralkirche des seit 1992 bestehenden Bistums Zamość-Lubaczów.

## Baubeschreibung und -geschichte
Die Kollegiatkirche in Zamość ist der Auferstehung Jesu Christi und dem Apostel Thomas gewidmet. Sie entstammt dem Manierismus, einer Form der Spätrenaissance. Entstanden ist sie in der Zeit von 1587 bis 1630 nach Entwürfen des venezianischen Baumeisters Bernardo Morando (1540–1600). Begonnen wurde der Bau noch unter dem polnischen Magnaten Jan Zamoyski (1542–1605), der die Stadt im Jahr 1580 auch gründete und unter dessen Ägide das Haus Zamoyski zu einem der wichtigsten Magnatengeschlechter in der Aristokratischen Republik wurde. Das Gebäude sollte die Hauptkirche der Plan- und Festungsstadt Zamość werden. Entstanden ist sie nach dem Vorbild italienischer Kirchen dieser Epoche. In den Jahren von 1824 bis 1826 fand eine Umgestaltung des Äußeren statt, wobei unter anderem die einstmals hohen Giebel des Sakralbaus umgebaut wurden. 
Das Langhaus der Kollegiatkirche hat einen quadratischen Grundriss. Errichtet wurde es fünfjochig. An den Seiten des Langhauses befinden sich Reihen von nicht miteinander verbundenen Kapellen. Im Osten des Kirchenschiffs ist ein ebenso quadratischer Chor zu finden. An dessen Seiten wurden im Norden und Süden jeweils offene Kapellen angebaut, wobei die nördliche in der Zeit von 1790 bis 1792 zur Sakristei umgewandelt wurde.

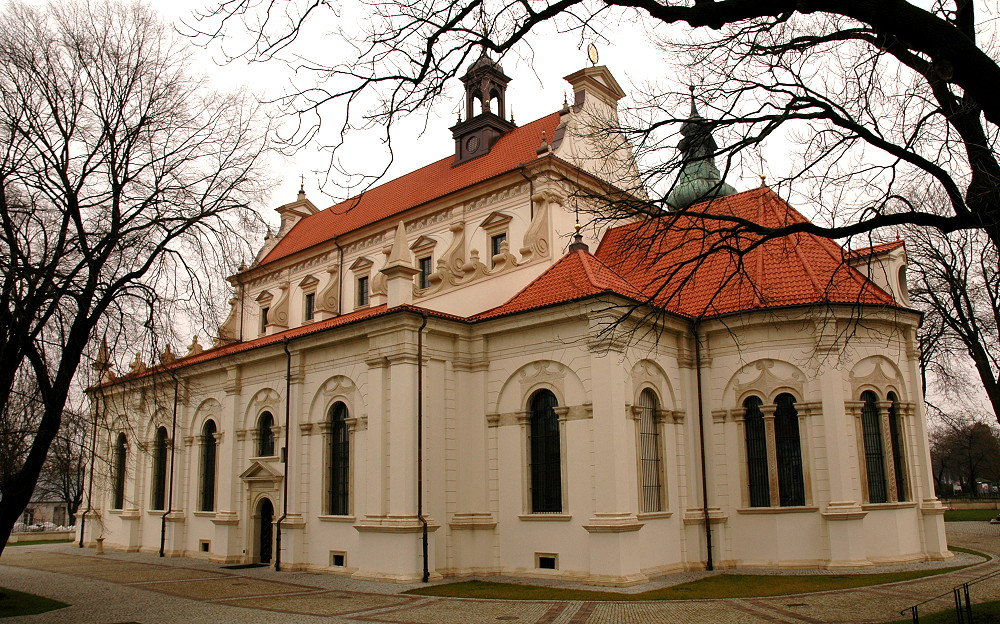
Südöstliche Ansicht
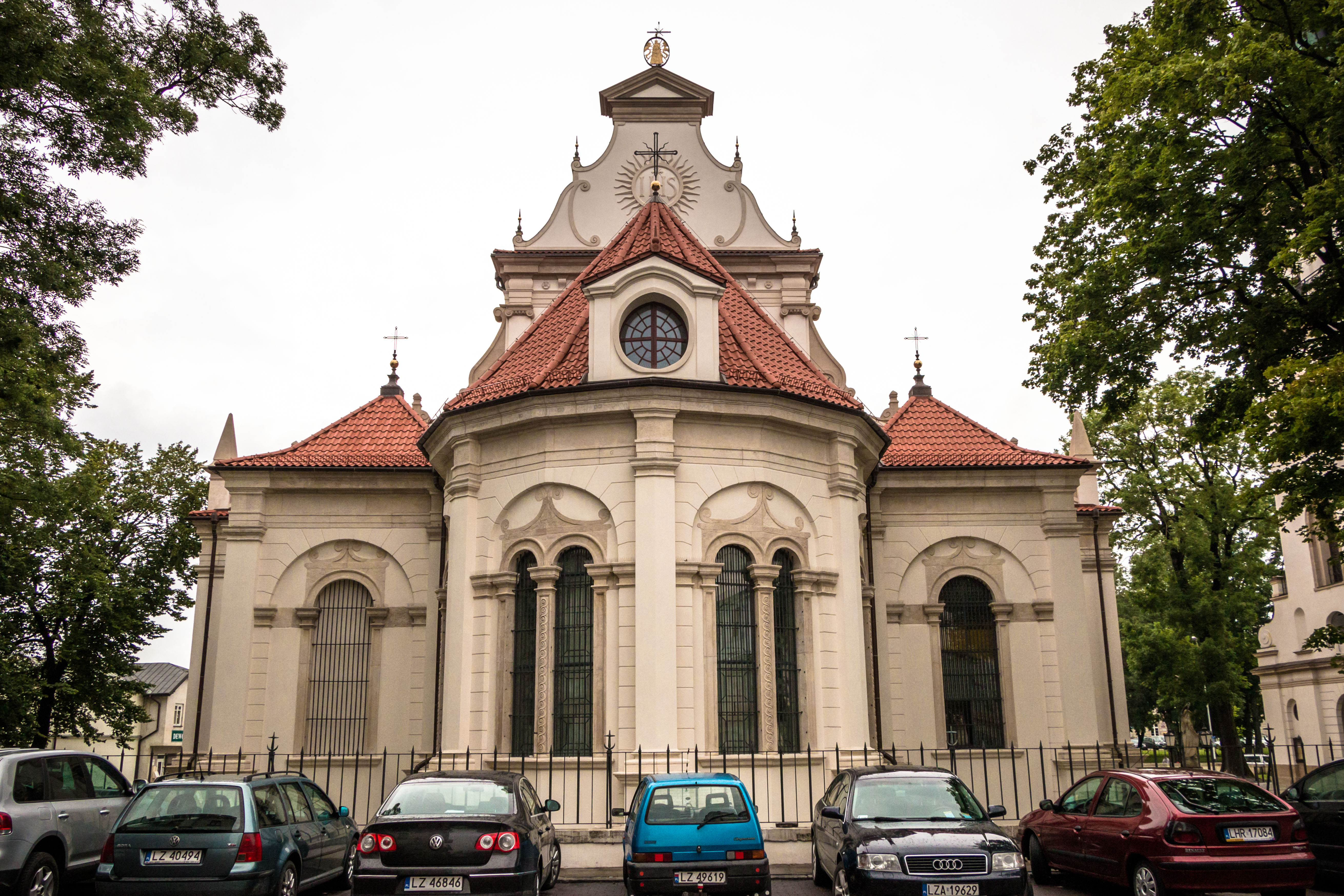
Der Chor mit den seitlich angeordneten Kapellen
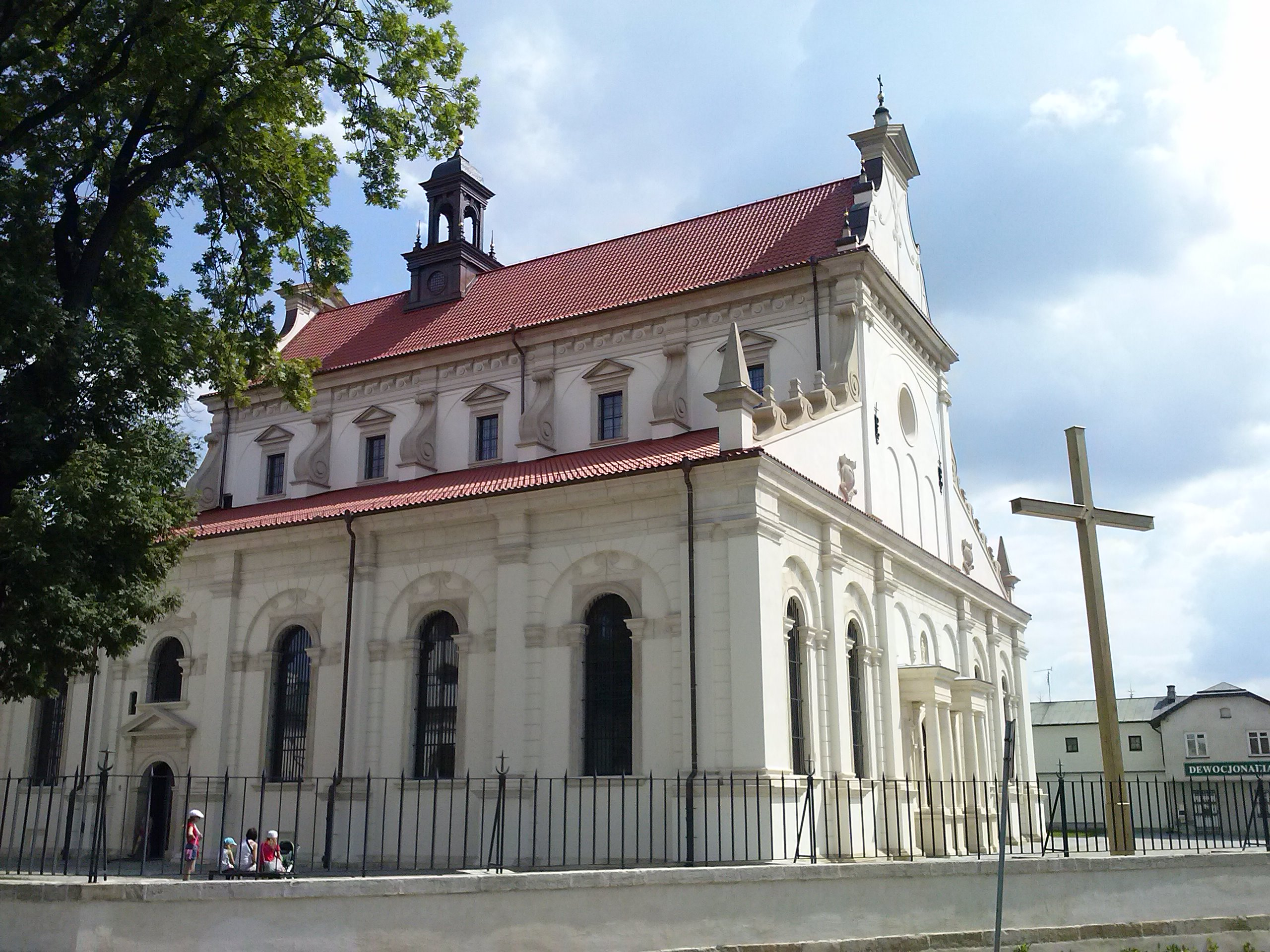
Nordwestliche Ansicht

## Ausstattung (Auswahl)
Das Innere der Kirche ist von einem hohen hellen Schiff geprägt. An den Seiten befinden sich auf schlanken Pfeilern Arkaden, die sich zu den etwas dunkler gehaltenen Seitenschiffen öffnen. Langhaus und Chor besitzen jeweils Tonnengewölbe. Unter dem Deckengewölbe des Chores ist ein Kassettennetz in Stuck eingearbeitet. Das Langhaus besitzt eine bauzeitliche Stuckdekoration, wie sie im Bereich Lublins häufiger anzutreffen ist.
Im Chor der Kirche ist ein vierteiliger Gemäldezyklus des italienischen Malers Tommaso Dolabella (1570–1650) aus dem Jahr 1627 zu finden. Die Gemälde beziehen sich thematisch auf den Apostel Thomas. In einer der Kapellen an der Nordseite ist ein die Verkündigung darstellendes Altarbild zu sehen. Zu den weiteren Ausstattungsstücken zählen unter anderem ein bronzenes Taufbecken aus der zweiten Hälfte des 17. Jahrhunderts, als wertvoll geltende Goldschmiedearbeiten und Gewänder aus der Zeit um 1700.

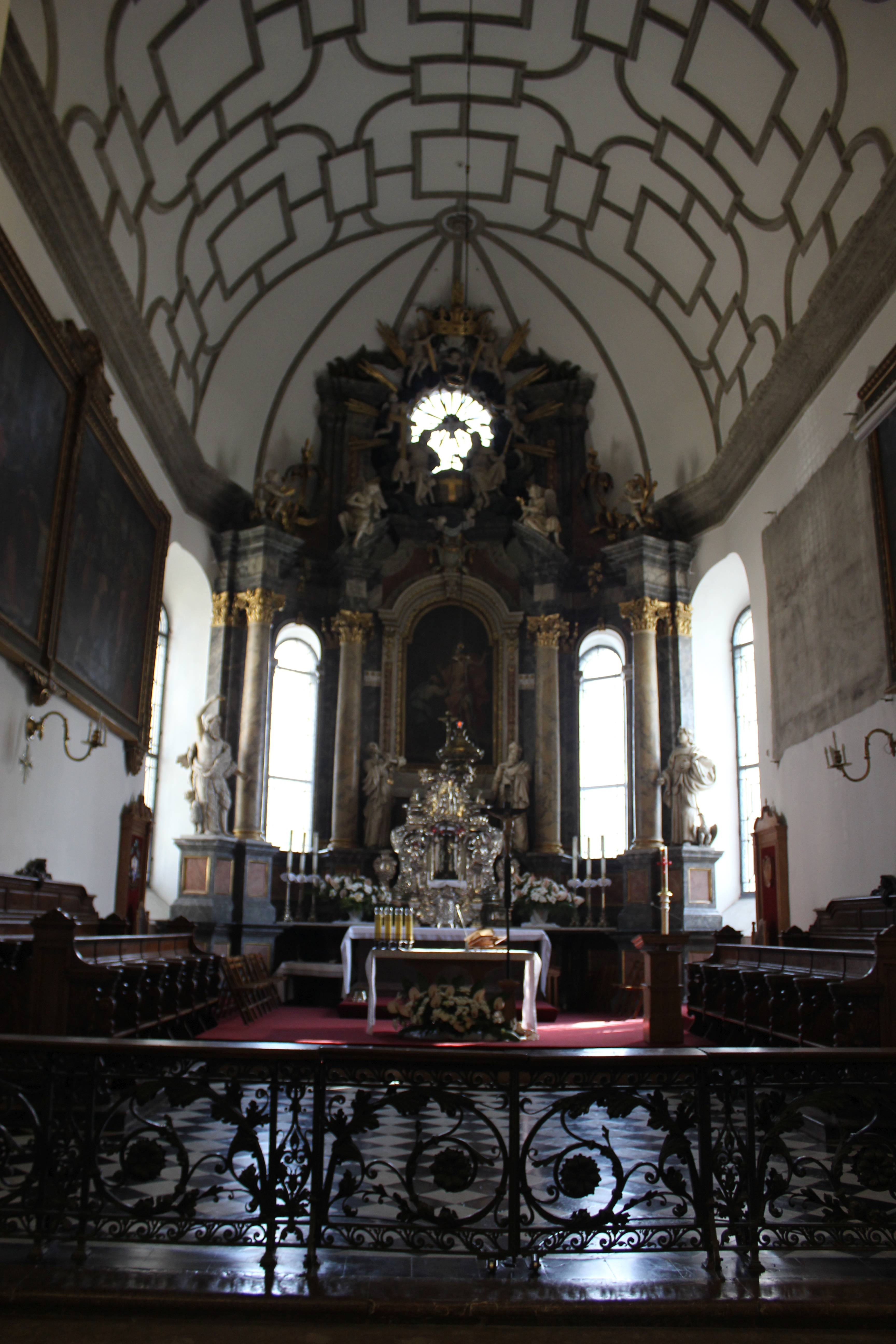
Chor mit Altar und Gemäldezyklus
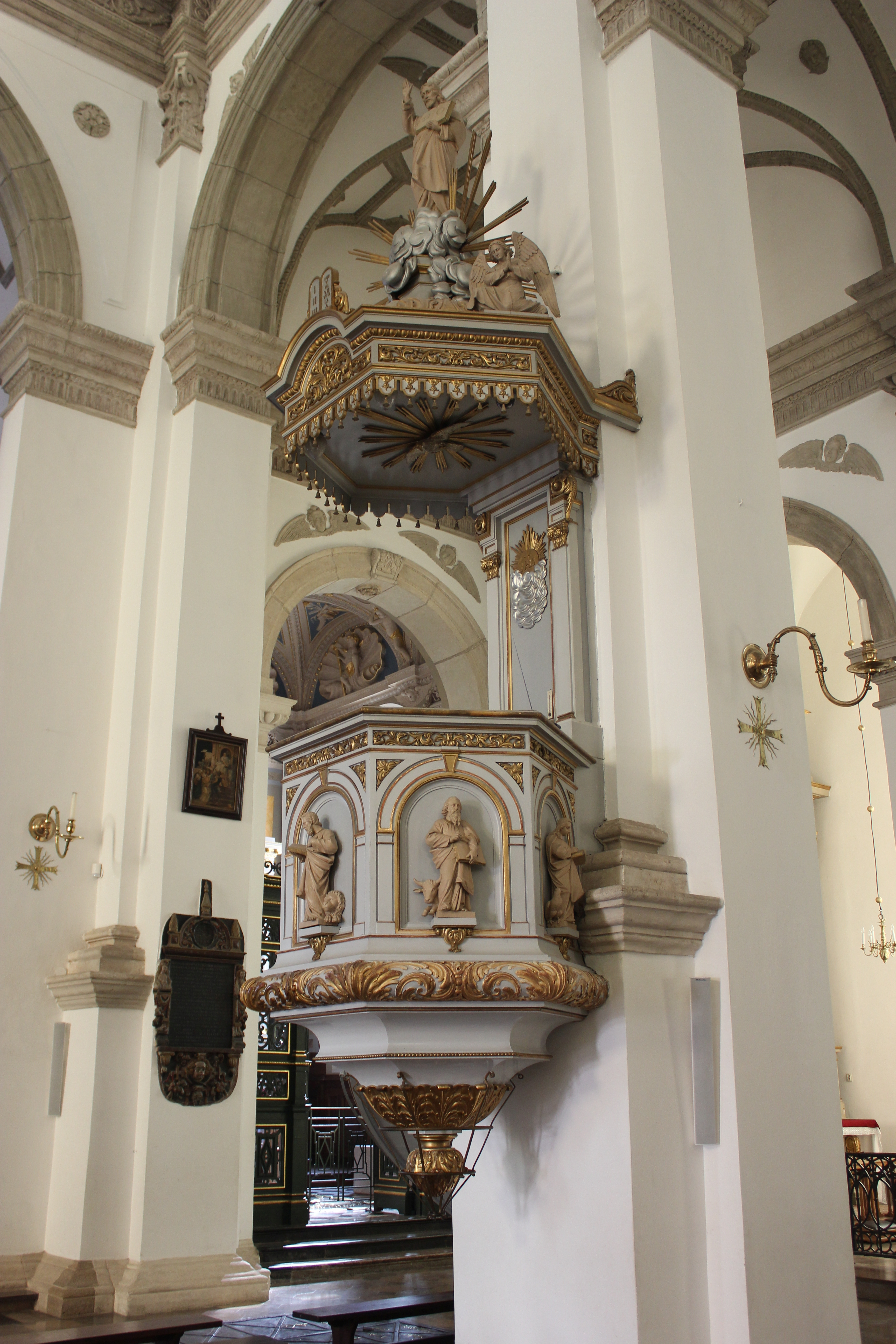
Kanzel
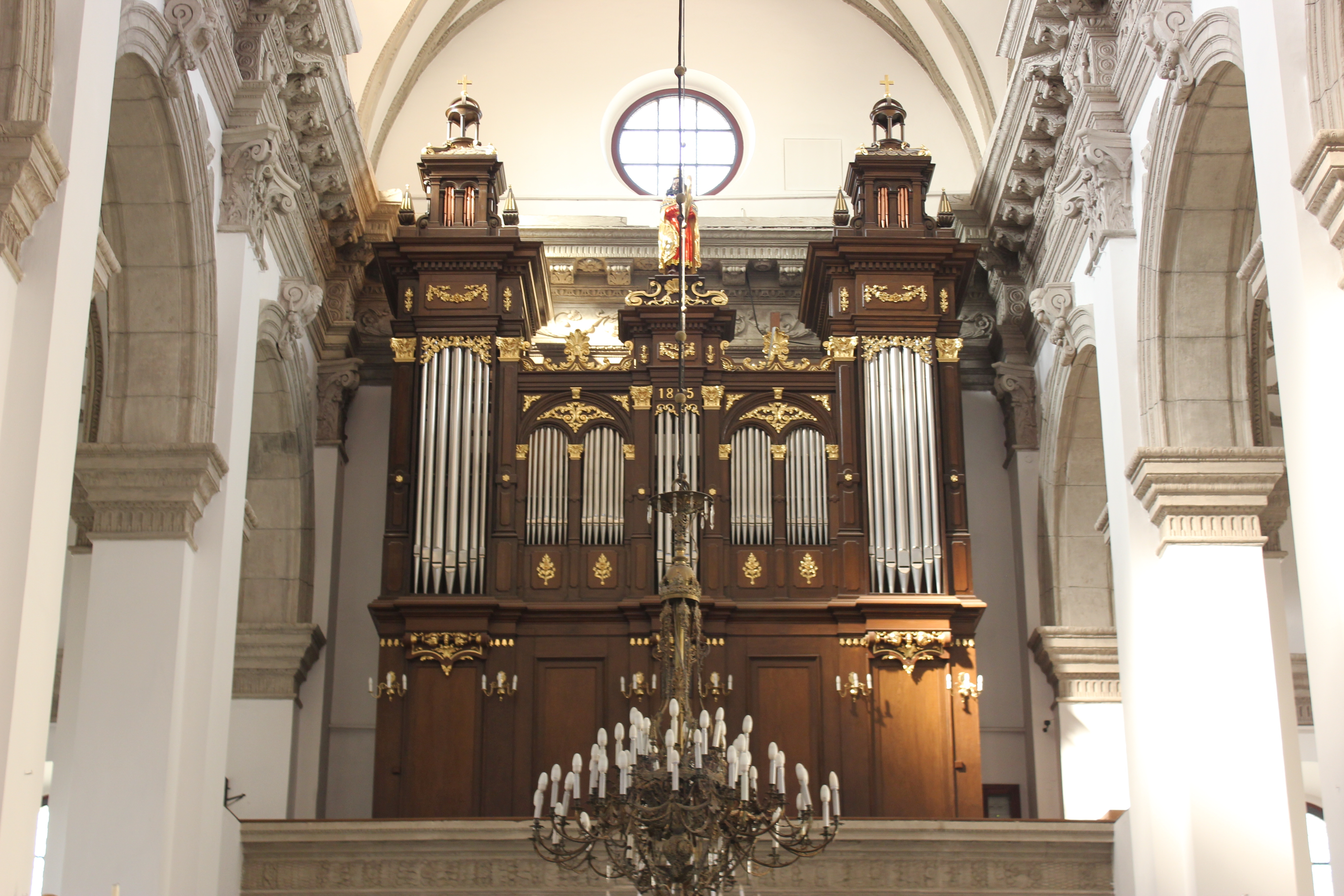
Orgelempore
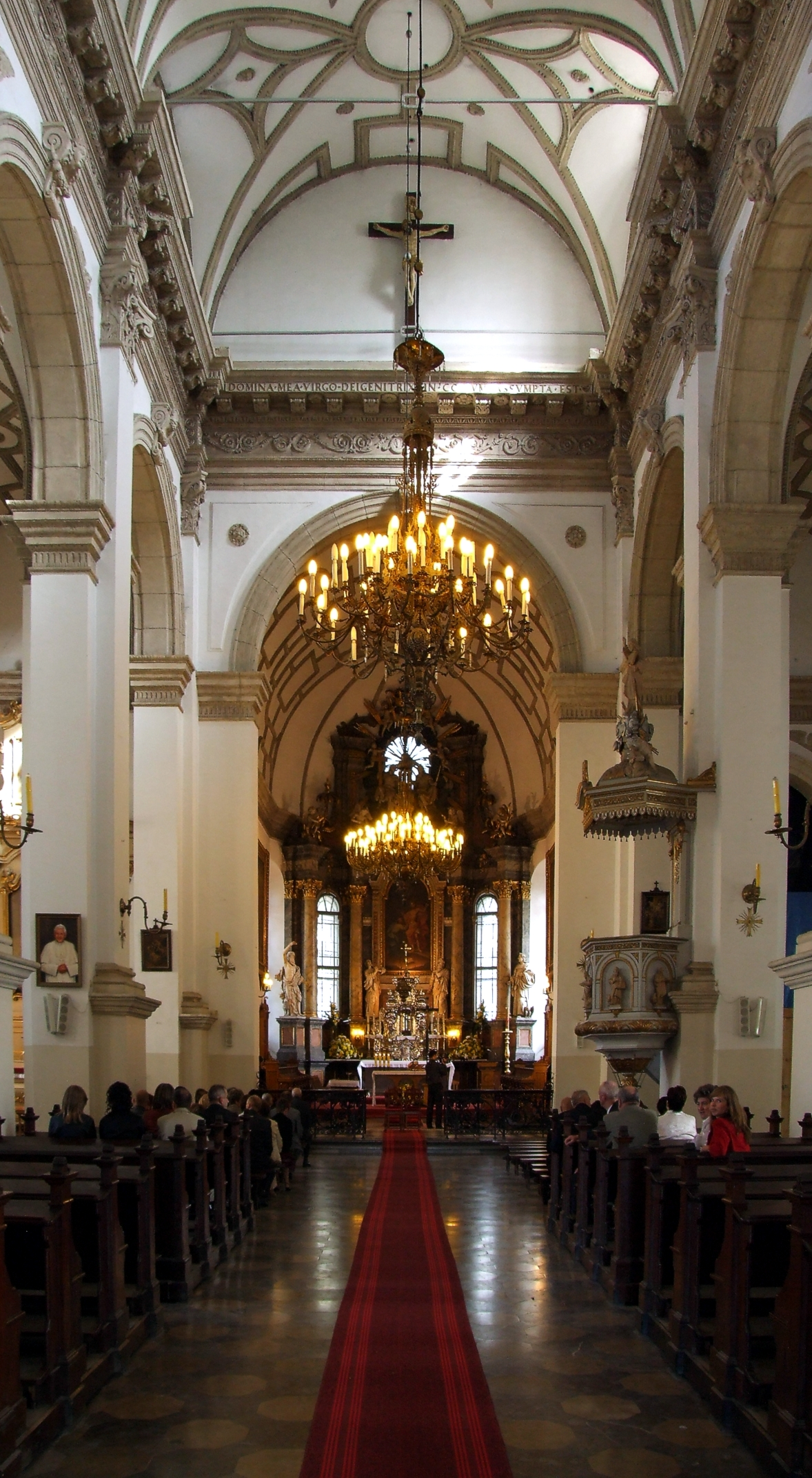
Langhaus
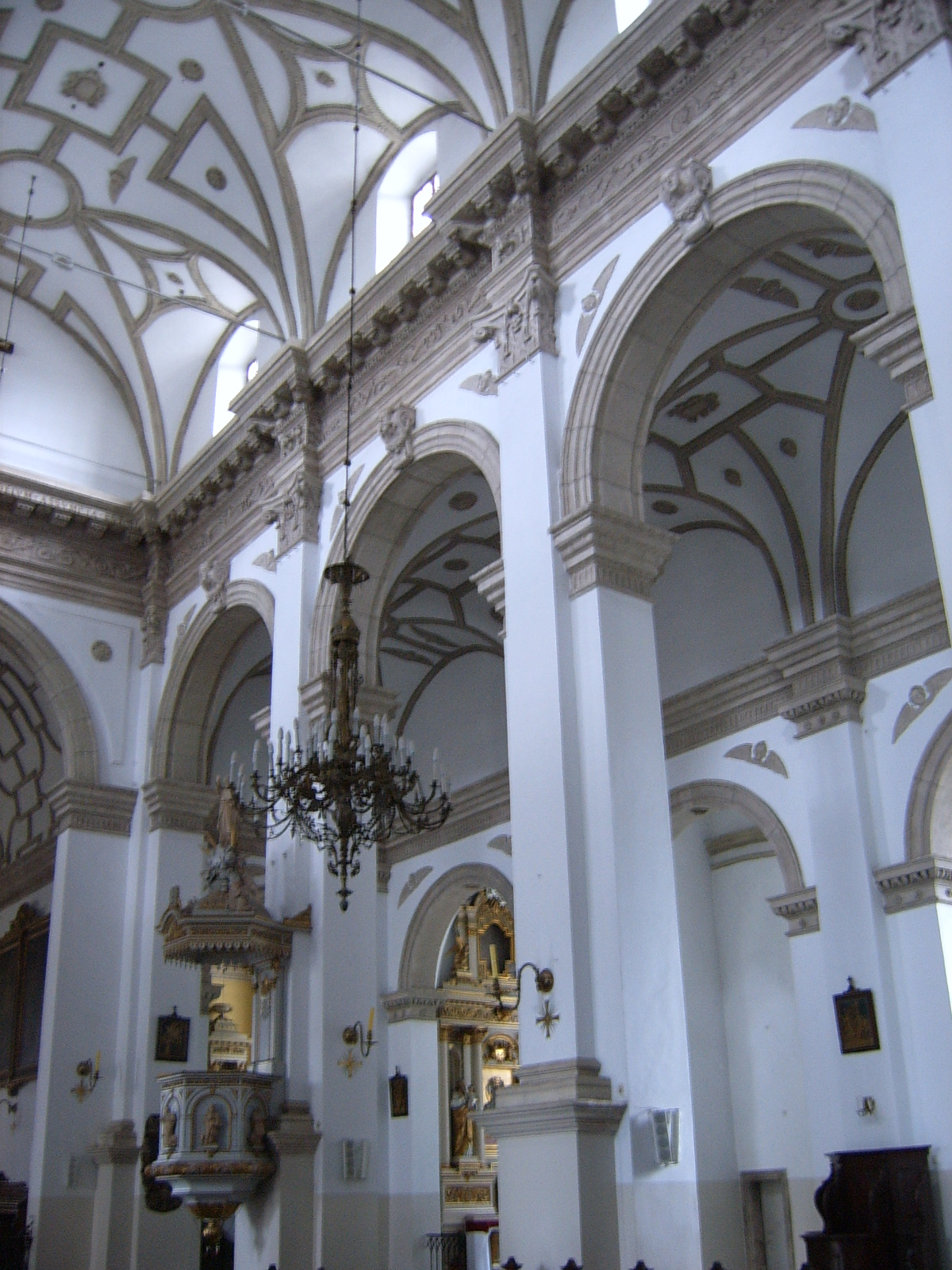
Südliche Arkaden

## Grabmäler und Gedenken
In der Kollegiatkirche sind mehrere Epitaphe zu finden. In der Zamoyski-Kapelle befindet sich das Grab Jan Zamoyskis. Die in den Fußboden eingelassene Grabplatte besteht aus schwarzem Marmor und ist mit bronzenen Insignien, Inschriften und weiteren Verzierungen versehen.

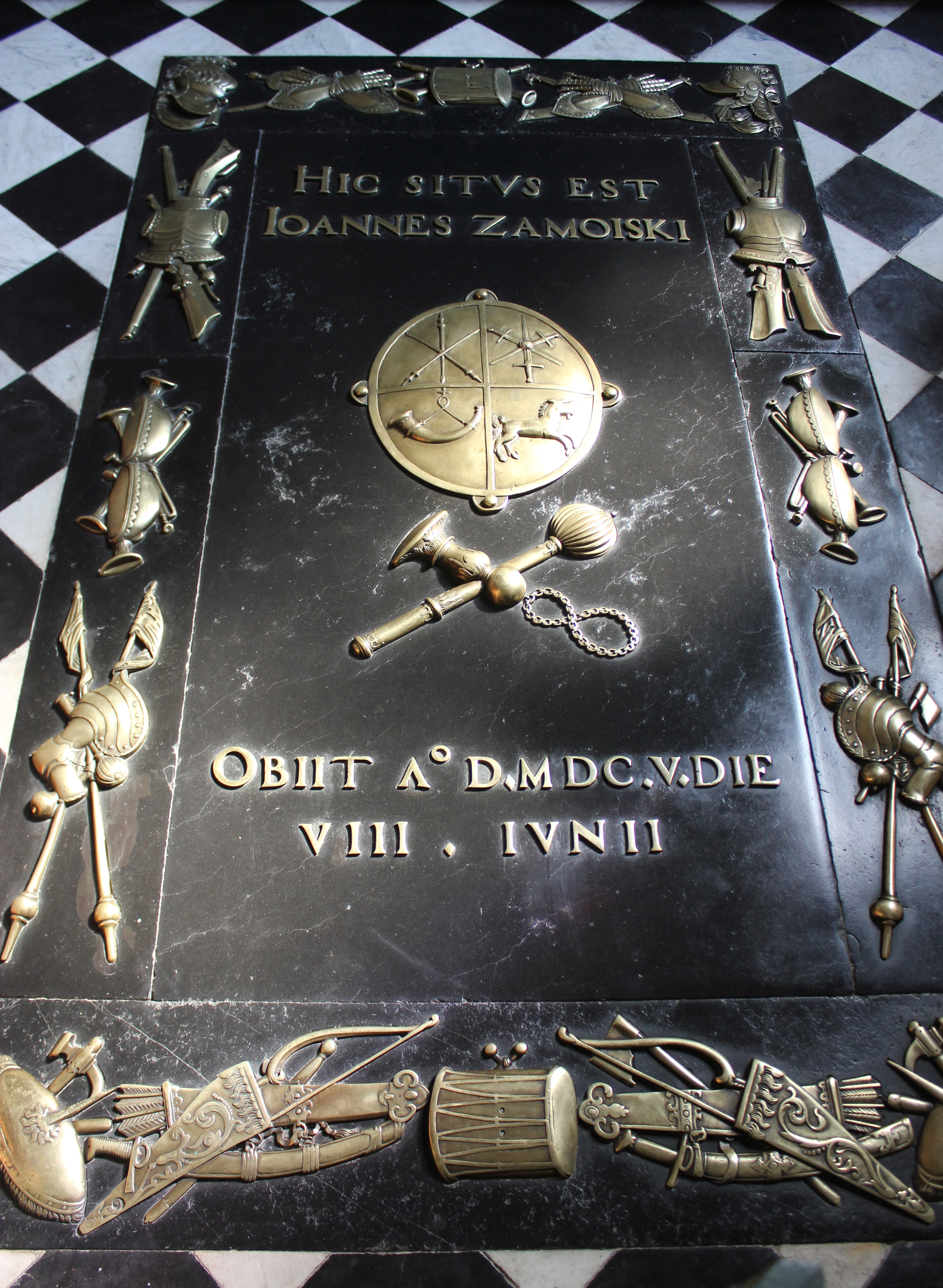
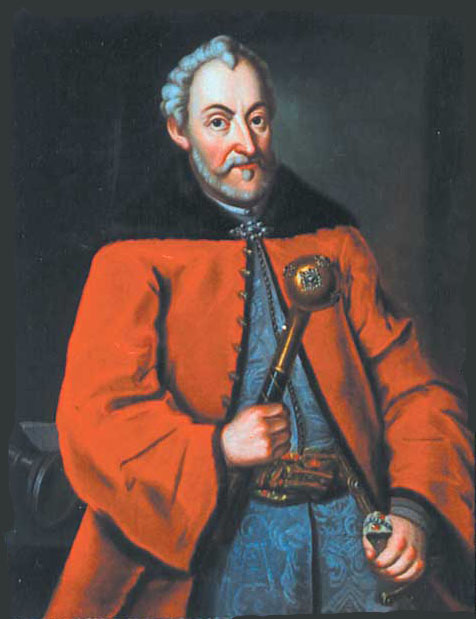
Jan Zamoyski auf dem Gemälde eines unbekannten Künstlers
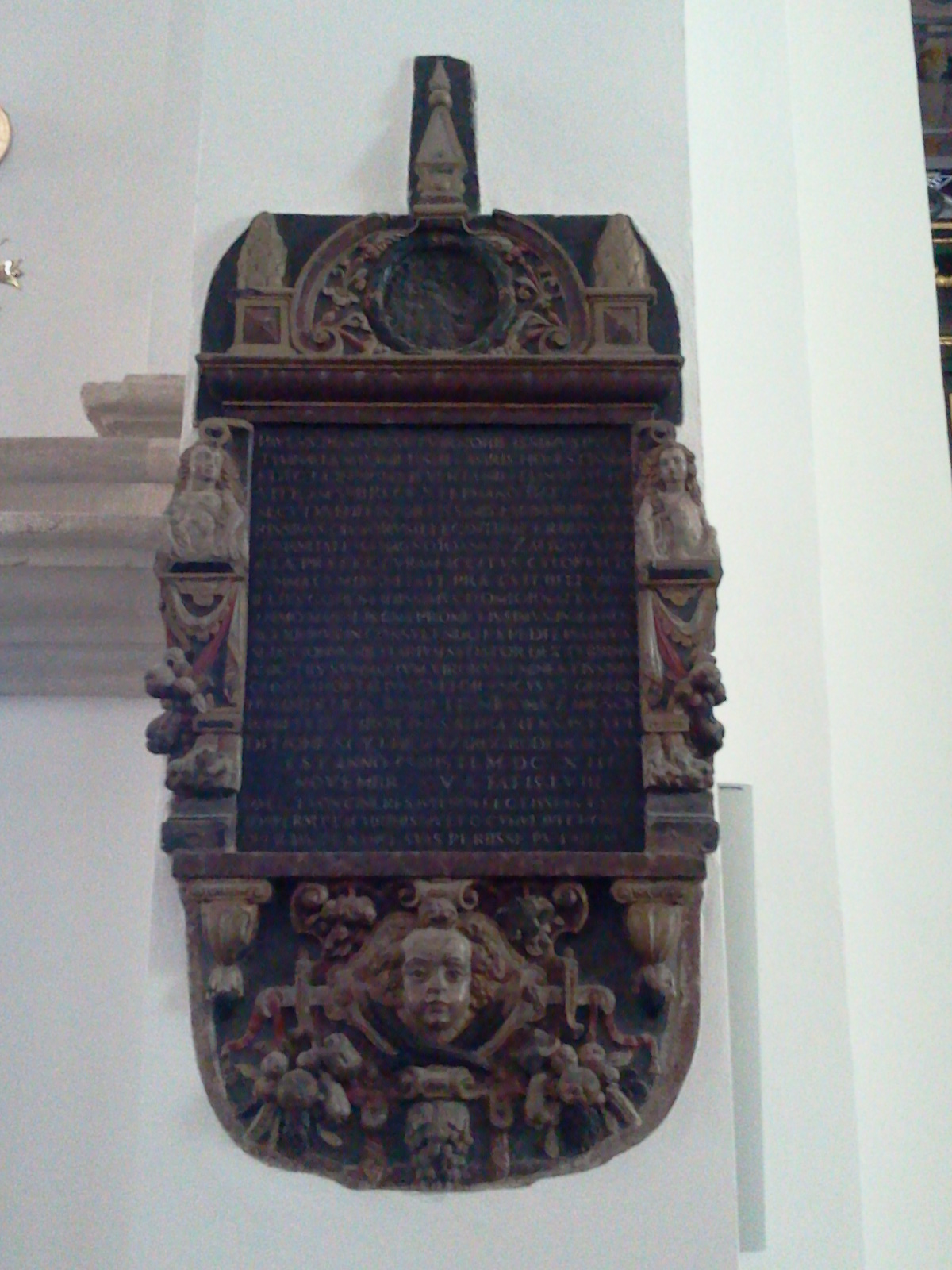